# فيراري جي تي: التطور
فيراري جي تي: التطور هي لعبة فيديو سباقات تحتوى على أكثر من 33 سيارة مختلفة من العلامة التجارية فيراري. السباقات تتم في حلبة فيورانو، بالإضافة إلى 7 حلبات سباق خيالية مبنية بالاصل من مدن حقيقة.
في اللعبة يوجد خيارين للعب هما: السباق السريع، حيث يختار اللاعب نوع السيارة ونوع الحلبة وموقعها ويبدأ في التسابق. والوضع الاحترافي، حيث يتم اختيار السباقات وعدد المنافسين عشوائيا وتتم هذه المنافسة على عدة مراحل للعب.

## روابط خارجية

### المواقع الرسمية
- Ferrari GT: Evolution for iPhone and iPod Touch
- Ferrari GT: Evolution mobile